# Espacio métrico probabilístico
En matemáticas, los espacios métricos probabilísticos son una generalización de espacios métricos donde la distancia ya no toma valores en los números reales no negativos {\displaystyle \mathbb {R} _{\geq 0}}, subo en espacios de funciones de distribución.
Sea D+ el conjunto de todas las funciones densidad de probabilidad F tales que F(0) = 0 (F es una aplicación continua por la izquierda, no decreciente de {\displaystyle \mathbb {R} } en {\displaystyle [0,1]} tal que el max(F) = 1).
A continuación, se da un conjunto no-vacío S y una función F: S ×  S → D+ donde designamos como F(p,  q), en lugar de Fp,q, a cada (p,  q) ∈ S × S. Se dice que el par ordenado (S,  F) es un espacio métrico probabilístico si:
- Para todas las u y v en S, u =  v si y solo si {\displaystyle 1=F_{u,v}(x)=1} para todo {\displaystyle x>0}.
- Para todas las u y v en S, {\displaystyle 1=F_{u,v}=F_{v,u}}.
- Para todos los u, v y w en S, {\displaystyle 1=F_{u,v}(x)=1} y {\displaystyle 1=F_{v,w}(y)=1\Rightarrow F_{u,w}(x+y)=1} para {\displaystyle x,y>0}.[2]

## Historia
Los espacios métricos probabilísticos son introducidos inicialmente por Menger, que se denominaron métricas estadísticas.  Poco después, Wald criticaría la desigualdad generalizada del triángulo, proponiendo una alternativa a la misma.  Sin embargo, ambos autores habían llegado a la conclusión de que, en algunos aspectos, la desigualdad de Wald era un requisito demasiado estricto para imponerlo a todos los espacios métricos de probabilidad, lo que se incluye en parte en el trabajo de Schweizer y Sklar.  Más tarde, los espacios métricos probabilísticos resultaron ser muy adecuados para ser utilizados con conjuntos difusos  y más adelante llamados espacios métricos difusos

## Métrica de probabilidad de variables aleatorias
Una métrica de probabilidad D entre dos variables aleatorias X e Y puede definirse, por ejemplo, como
{\displaystyle D(X,Y)=\int _{-\infty }^{\infty }\int _{-\infty }^{\infty }|x-y|F(x,y)\,dx\,dy}
donde F(x, y) denota la función de densidad de probabilidad conjunta de las variables aleatorias X e Y. Si X e Y son independientes entre sí, entonces la ecuación anterior se transforma en
{\displaystyle D(X,Y)=\int _{-\infty }^{\infty }\int _{-\infty }^{\infty }|x-y|f(x)g(y)\,dx\,dy}
donde f(x) y g(y) son funciones de densidad de probabilidad de X e Y respectivamente.
Se puede demostrar fácilmente que tales métricas de probabilidad no satisfacen el primer axioma métrico o lo satisfacen si, y sólo si, los argumentos X e Y son ciertos eventos descritos por una densidad que sea una delta de Dirac . En este caso:
{\displaystyle D(X,Y)=\int _{-\infty }^{\infty }\int _{-\infty }^{\infty }|x-y|\delta (x-\mu _{x})\delta (y-\mu _{y})\,dx\,dy=|\mu _{x}-\mu _{y}|}
la métrica de probabilidad simplemente se transforma en la métrica entre valor esperado {\displaystyle \mu _{x}}, {\displaystyle \mu _{y}} de las variables X e Y.
Para todas las demás variables aleatorias X, Y la métrica de probabilidad no satisface la condición de identidad de indiscernibles requerida para ser satisfecha por la métrica del espacio métrico, es decir:

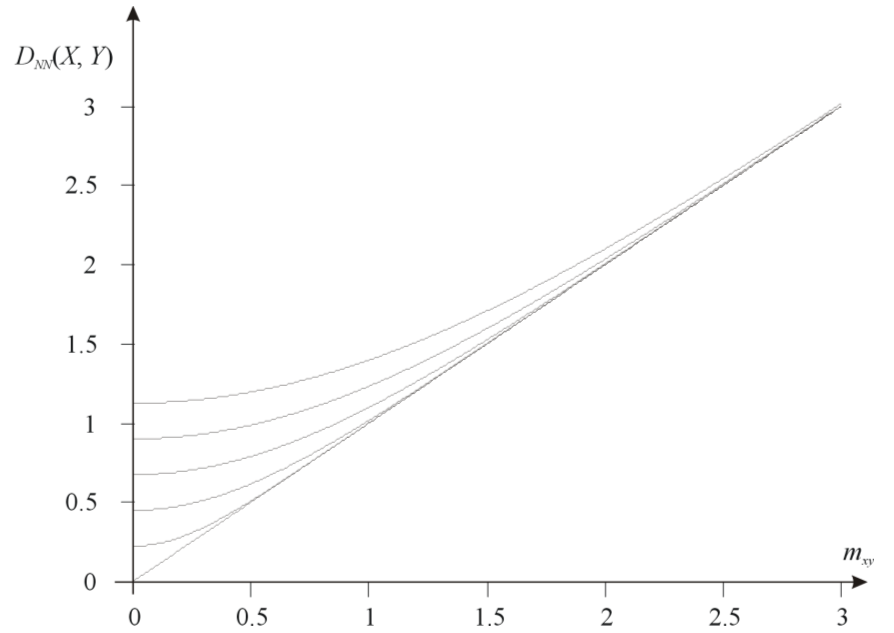
Métrica de probabilidad entre dos variables aleatorias X e Y, ambas con distribuidas normalmente con la misma desviación estándar (comenzando con la curva inferior). denota una distancia entre medias de X e Y.

{\displaystyle D\left(X,X\right)>0.}

### Ejemplo
Por ejemplo, si ambas función de distribución de probabilidad de las variables aleatorias X e Y se distribuyen según una distribución normal (N) y tienen la misma desviación estándar {\displaystyle \sigma }, la integración de {\displaystyle D\left(X,Y\right)} obtiene:
{\displaystyle D_{NN}(X,Y)=\mu _{xy}+{\frac {2\sigma }{\sqrt {\pi }}}\exp \left(-{\frac {\mu _{xy}^{2}}{4\sigma ^{2}}}\right)-\mu _{xy}\operatorname {erfc} \left({\frac {\mu _{xy}}{2\sigma }}\right)}
Dónde
{\displaystyle \mu _{C}=\left|\mu _{x}-\mu _{I}\right|,}
y {\displaystyle \operatorname {erfc} (x)} es la función de error complementaria.
En este caso:
{\displaystyle \lim _{\mu _{xy}\to 0}D_{NN}(X,Y)=D_{NN}(X,X)={\frac {2\sigma }{\sqrt {\pi }}}.}

## Métrica de probabilidad de vectores aleatorios
La métrica de probabilidad de las variables aleatorias puede extenderse a la métrica D(X, Y) de vectores aleatorios X, Y sustituyendo {\displaystyle |x-y|} con cualquier operador métrico d(x, y):
{\displaystyle D(\mathbf {X} ,\mathbf {Y} )=\int _{\Omega }\int _{\Omega }d(\mathbf {x} ,\mathbf {y} )F(\mathbf {x} ,\mathbf {y} )\,d\Omega _{x}d\Omega _{y}}
donde F(X, Y) es la función de densidad de probabilidad conjunta de los vectores aleatorios X e Y. Por ejemplo, sustituyendo d(x, y) por métrica euclídea y proporcionando que los vectores X e Y son mutuamente independientes se obtendría que:
{\displaystyle D(\mathbf {X} ,\mathbf {Y} )=\int _{\Omega }\int _{\Omega }{\sqrt {\sum _{i}|x_{i}-y_{i}|^{2}}}F(\mathbf {x} )G(\mathbf {y} )\,d\Omega _{x}d\Omega _{y}.}